# OR4K1
OR4K1 (англ. Olfactory receptor family 4 subfamily K member 1) – білок, який кодується однойменним геном, розташованим у людей на короткому плечі 14-ї хромосоми. Довжина поліпептидного ланцюга білка становить 311 амінокислот, а молекулярна маса — 35 201.
| 10         |  | 20         |  | 30         |  | 40         |  | 50         |
| ---------- |  | ---------- |  | ---------- |  | ---------- |  | ---------- |
| MAHTNESMVS |  | EFVLLGLSNS |  | WGLQLFFFAI |  | FSIVYVTSVL |  | GNVLIIVIIS |
| FDSHLNSPMY |  | FLLSNLSFID |  | ICQSNFATPK |  | MLVDFFIERK |  | TISFEGCMAQ |
| IFVLHSFVGS |  | EMMLLVAMAY |  | DRFIAICKPL |  | HYSTIMNRRL |  | CVIFVSISWA |
| VGVLHSVSHL |  | AFTVDLPFCG |  | PNEVDSFFCD |  | LPLVIELACM |  | DTYEMEIMTL |
| TNSGLISLSC |  | FLALIISYTI |  | ILIGVRCRSS |  | SGSSKALSTL |  | TAHITVVILF |
| FGPCIYFYIW |  | PFSRLPVDKF |  | LSVFYTVCTP |  | LLNPIIYSLR |  | NEDVKAAMWK |
| LRNRHVNSWK |  | N          |  |            |  |            |  |            |

A: Аланін

C: Цистеїн

D: Аспарагінова кислота

E: Глутамінова кислота

F: Фенілаланін

G: Гліцин

H: Гістидин

I: Ізолейцин

K: Лізин

L: Лейцин

M: Метіонін

N: Аспарагін

P: Пролін

Q: Глутамін

R: Аргінін

S: Серин

T: Треонін

V: Валін

W: Триптофан

Кодований геном білок за функціями належить до рецепторів, g-білокспряжених рецепторів, білків внутрішньоклітинного сигналінгу. 
Локалізований у клітинній мембрані, мембрані.